# Lophocampa buchwaldi
Lophocampa buchwaldi là một loài bướm đêm thuộc phân họ Arctiinae, họ Erebidae.